# Буги бой
«Буги бой» (англ. Boogie Boy) — американский криминальный триллер 1998 года режиссёра Крейга Хаманна с Марком Дакаскосом в главной роли.

## Сюжет
Байкер Джесси, выйдя из тюрьмы, отправляется на поиски своих старых друзей. Его жизнь начинает входить в привычную колею — секс, наркотики, рок-н-ролл… Однажды Джесси заходит в ночной бар, где выступает одна музыкальная группа. Её солистка предлагает Джесси работать с ними, потому что он отличный барабанщик. Джесси соглашается подумать. Ему придется пройти через испытания пороками: малодушием, алчностью, завистью, прежде чем он согласится на это предложение и получит шанс начать новую жизнь.

## В ролях
- Марк Дакаскос — Джесси Пэйдж
- Эмили Ллойд — Хестер
- Джеймс Вулветт — Лэрри Стори
- Фредерик Форрест — Эдсел Данди
- Трэйси Лордс — Шонда Ли Брэгг
- Джоан Джетт — Джерк